# Musikjahr 1650
Liste der Musikjahre

◄◄ | ◄ | 1646 | 1647 | 1648 | 1649 | Musikjahr 1650 | 1651 | 1652 | 1653 | 1654 | ► | ►►

Weitere Ereignisse
Dieser Artikel behandelt das Musikjahr 1650.

## Ereignisse
- 23. Februar: Die Oper L’Orimonte von Francesco Cavalli (Musik) auf ein Libretto von Niccolò Minato wird im Teatro San Cassiano in Venedig uraufgeführt.
- Athanasius Kircher legt in seinem 1650 erschienenen Werk Musurgia universalis – mit zahlreichen Notenbeispielen aus der zeitgenössischen Musik – seine Ansichten zur Musik und zur Affektenlehre dar. Er glaubt, dass die Harmonie der Musik die Proportionen des Universums widerspiegelt. Besonders ausführlich wird der Orgelbau behandelt. Kircher beschreibt in diesem Buch Pläne von wasserkraftbetriebenen automatischen Orgeln, die Charakteristik des Vogelgesangs und den Aufbau musikalischer Instrumente.

## Instrumental- und Vokalmusik (Auswahl)
- Giovanni Battista Abatessa – Ghirlanda di varii fiori overo intavolatura di chitarra spagnuola, Mailand: Lodovico Monza
- Antonio Maria Abbatini – Linguae ardentes 2 v. in Florido
- Melchior Franck – Der 133. Psalm Davids (Siehe wie fein und lieblich) zu fünf Stimmen, Coburg: Johann Eyrich (posthum veröffentlicht)
- Giovanni Battista Granata – Nuove suonate di chitarriglia spagnuola piccicate, e battute..., Bologna (Sammlung mit Gitarrenmusik)
- Alberich Mazak – Cultus harmonicus, Vol. 2, Wien (eine vollständige Sammlung seiner Werke)
- Claudio Monteverdi – Messa a quattro voci, et Salmi a Una, Due, Tre, Quattro, Cinque, Sei, Sette, & Otto Voci Concertati, Venedig: Alessandro Vincenti (posthum veröffentlicht)
- Samuel Scheidt – Tabulatur-Buch
- Heinrich Schütz – Symphoniae sacrae, Teil 3
- Görlitzer Tabulaturbuch

## Musiktheater

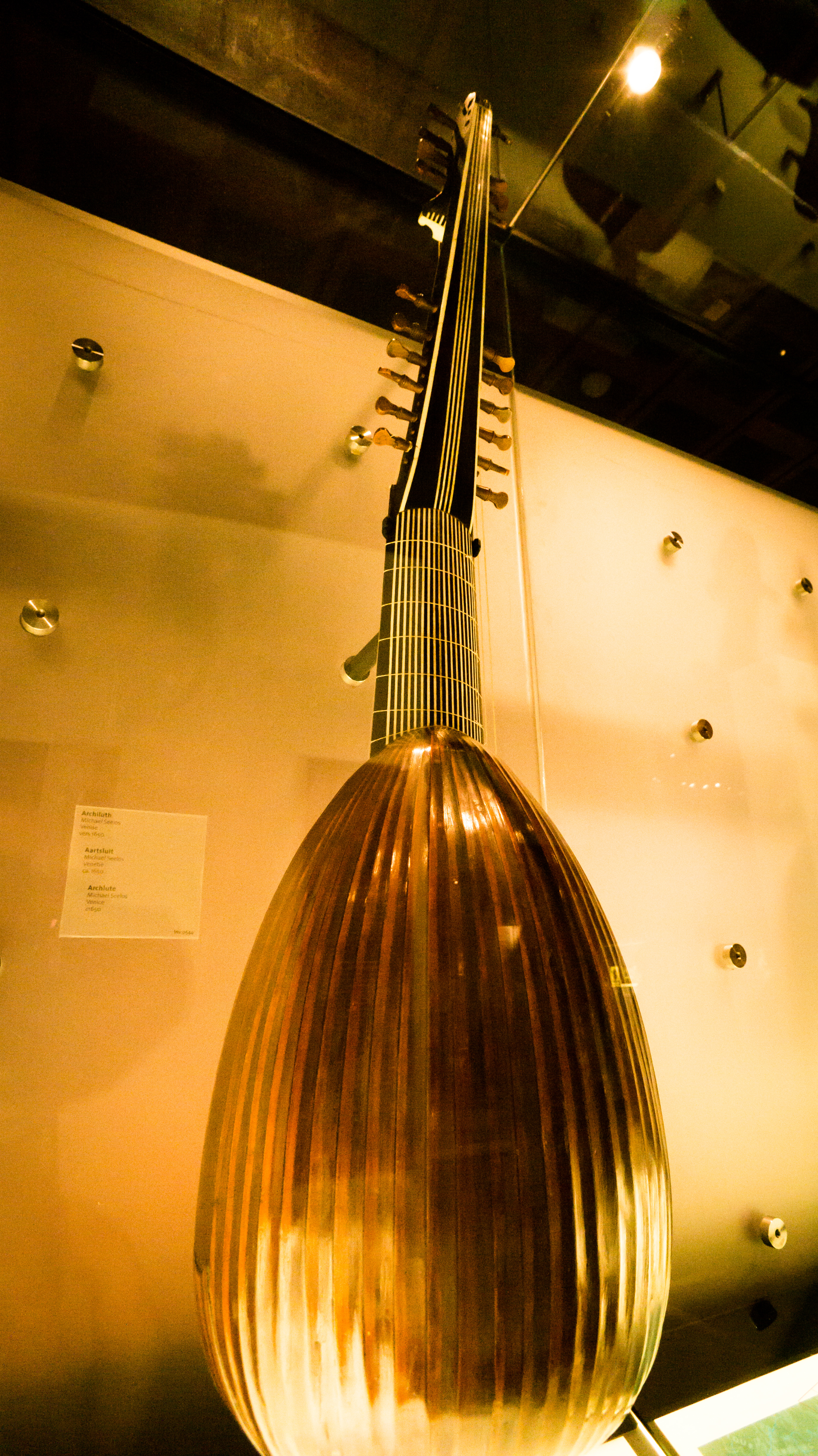
Erzlaute von Michael Seelos, Venedig (um 1650)

- Francesco Cavalli – L’Orimonte

## Musiktheoretische Schriften
- Athanasius Kircher – Musurgia universalis

## Geboren

### Geburtsdatum gesichert
- 15. Januar: Cyriakus Günther, deutscher Kirchenlieddichter († 1704)
- 27. August: Johann Samuel Welter, deutscher Komponist († 1720)
- 27. Dezember: Johann Achamer, österreichischer Metall- und Glockengießer († 1712)

### Genaues Geburtsdatum unbekannt
- Johann Anton Coberg, deutscher Komponist, Hoforganist und Cembalist († 1708)
- Joachim Neander, deutscher Pastor, Kirchenlieddichter und Komponist († 1680)

### Geboren vor 1650
- Heiso Meyer, deutscher Glocken- und Geschützgießer († 1704)

### Geboren um 1650
- Tommaso Baj, italienischer Sänger, Komponist und Kapellmeister († 1714)
- Domenico Cecchi, italienischer Opernsänger und Kastrat († 1717 oder 1718)
- Louis Gaulard Dumesny, französischer Opernsänger der Stimmlage Tenor († 1702)
- Gottfried Keiser, deutscher Komponist und Organist († nach 1712)
- Jakob Kremberg, polnischer Komponist, Lautenist und Librettist († 1715)
- Karl Friedrich Rieck, deutscher Violinist und Komponist († 1704)
- Francesc Soler, katalanischer Kapellmeister und Komponist († 1688)

## Gestorben

### Todesdatum gesichert
- 20. Mai: Francesco Sacrati, italienischer Komponist (* 1605)
- 28. Mai: Antonio Maria Turati, italienischer Komponist und Kapellmeister (* 1603 oder 1604)
- 18. Juni: Johan Lorentz der Ältere, deutscher Orgelbauer (* um 1580)
- 24. November: Manuel Cardoso, portugiesischer Sänger, Organist, Chorleiter und Komponist (* 1566)

### Genaues Todesdatum unbekannt
- Hans Angerer, deutscher Gitarrenbauer (* um 1620)
- Adolph Compenius, deutscher Orgelbauer (* um 1588)
- Cherubino Waesich, Organist und Komponist (* um 1600)